# George Brough
George Brough (12 gennaio 1993) è un ex calciatore britannico originario di Turks e Caicos, di ruolo centrocampista.

## Carriera

### Club
Ha cominciato la carriera nell'AFC Academy, nella stagione 2011.

### Nazionale
Ha esordito in Nazionale nel 2011, anno in cui disputa 2 partite valide per le qualificazioni ai Mondiali 2014.